# Arnold Spitz
Arnold Spitz war ein Hersteller von Automobilen aus Österreich-Ungarn.

## Unternehmensgeschichte
Arnold Spitz betrieb einen Autohandel in Wien, laut einer Anzeige von 1904 das Älteste und größte Automobilgeschäft Österreich-Ungarns. Er vertrieb Fahrzeuge von Benz & Cie., De Dion-Bouton und Mercedes. 1901 engagierte er Otto Hieronimus zur Entwicklung eines eigenen Automobils. Im März 1902 begann die Fertigung, und zwar mangels einer eigenen Produktionsstätte bei Gräf & Stift. Der Markenname lautete Stift. Am 7. Januar 1907 wurde das Konkursverfahren eröffnet. Die Produktion lief noch bis 1908. Insgesamt entstanden etwa 30 Fahrzeuge. Ein Fahrzeug ist erhalten geblieben.

## Fahrzeuge
In den ersten Modellen kamen Einbaumotoren von De Dion-Bouton mit wahlweise 8 PS oder 12 PS Leistung zum Einsatz. 1905 erschien das Modell 24/30 PS mit einem Vierzylindermotor. Fahrgestell und Motor entstanden bei einem ungarischen Waggonhersteller, und zwar entweder bei Ganz oder bei Rába. Spitz gab dort am 2. Januar 1905 zehn Fahrgestelle in Auftrag, die am 8. Juni 1905 ausgeliefert wurden.

## Motorsport

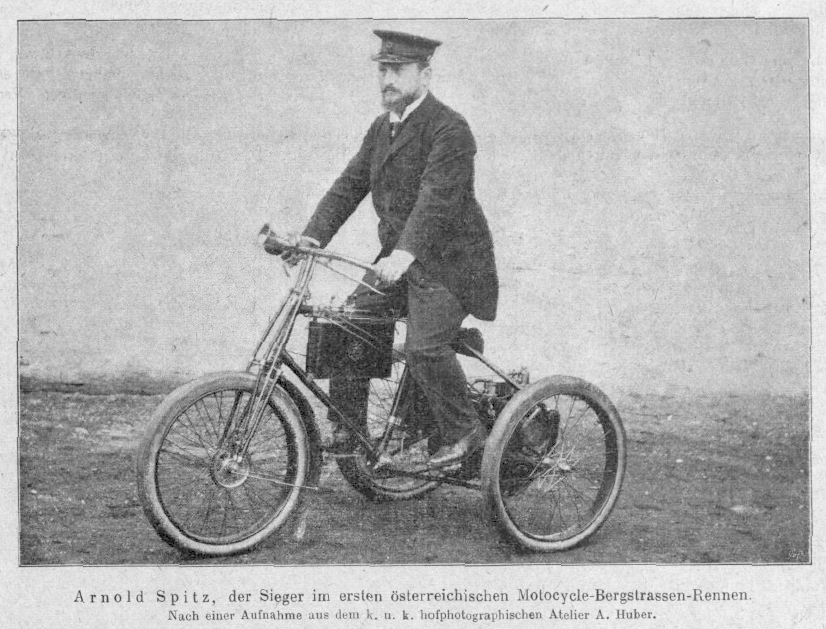
Arnold Spitz in Siegerpose beim Ersten Exelbergrennen.

Die Geburtsstunde des Motorradrennsports wird dem Exelbergrennen am 21. Mai 1899 zugeschrieben. Der Österreichische Automobil-Club organisierte sein erstes Bergstraßenrennen ausschließlich für „Motorcycles“. Die 14 Kilometer von der Neuwaldegger Straße auf den Exelberg beendete Arnold Spitz nach 29 Minuten und 29 Sekunden als Sieger. Auch beim ersten Semmeringrennen drei Monate später war der Einheimische Arnold Spitz erfolgreich. Auf einem De-Dion-Bouton-Dreirad gewann er nicht nur die Klasse der Motocycles, er ließ auch den bestplatzierten Wagen – einen Daimler, der deutsche Ingenieur widmete sich alsbald auch den vierrädrigen Untersätzen – über drei Minuten hinter sich.